# Павел Фабий Персик
Павел Фабий Персик (на латински: Paullus Fabius Persicus; * 2/1 пр.н.е.) е политик и сенатор на ранната Римска империя.

## Биография
Той е син на Павел Фабий Максим (консул 11 пр.н.е.) и на Марция, дъщеря на Луций Марций Филип (консул 38 пр.н.е.) и най-малката сестра на Ация Балба Цезония и леля на Август. Своето когномен Персик получава в чест на прародителя си Луций Емилий Павел Македоник (консул 168 пр.н.е. и победител на македонския цар Персей 146 пр.н.е.).
През юни 15 г. Персик е приет в колегията на арвалските братя. Също е в колегиите на понтифексите и sodales augustales През 34 г. той е консул заедно с Луций Вителий, бащата на бъдещия император Вителий. През 43/44 г. е проконсул на провинция Азия. Клавдий го назначава за curator на Тибър.